# Moulins-sur-Orne
Moulins-sur-Orne ([mulɛ̃ syʁ ɔʁn] ) ist eine französische Gemeinde mit 309 Einwohnern (Stand 1. Januar 2022) im Département Orne in der Region Normandie (vor 2016 Basse-Normandie). Sie gehört zum Arrondissement Argentan und ist Mitglied im Gemeindeverband Terres d’Argentan Interco. Die Einwohner werden Moulinois und Moulinoises genannt.

## Geografie

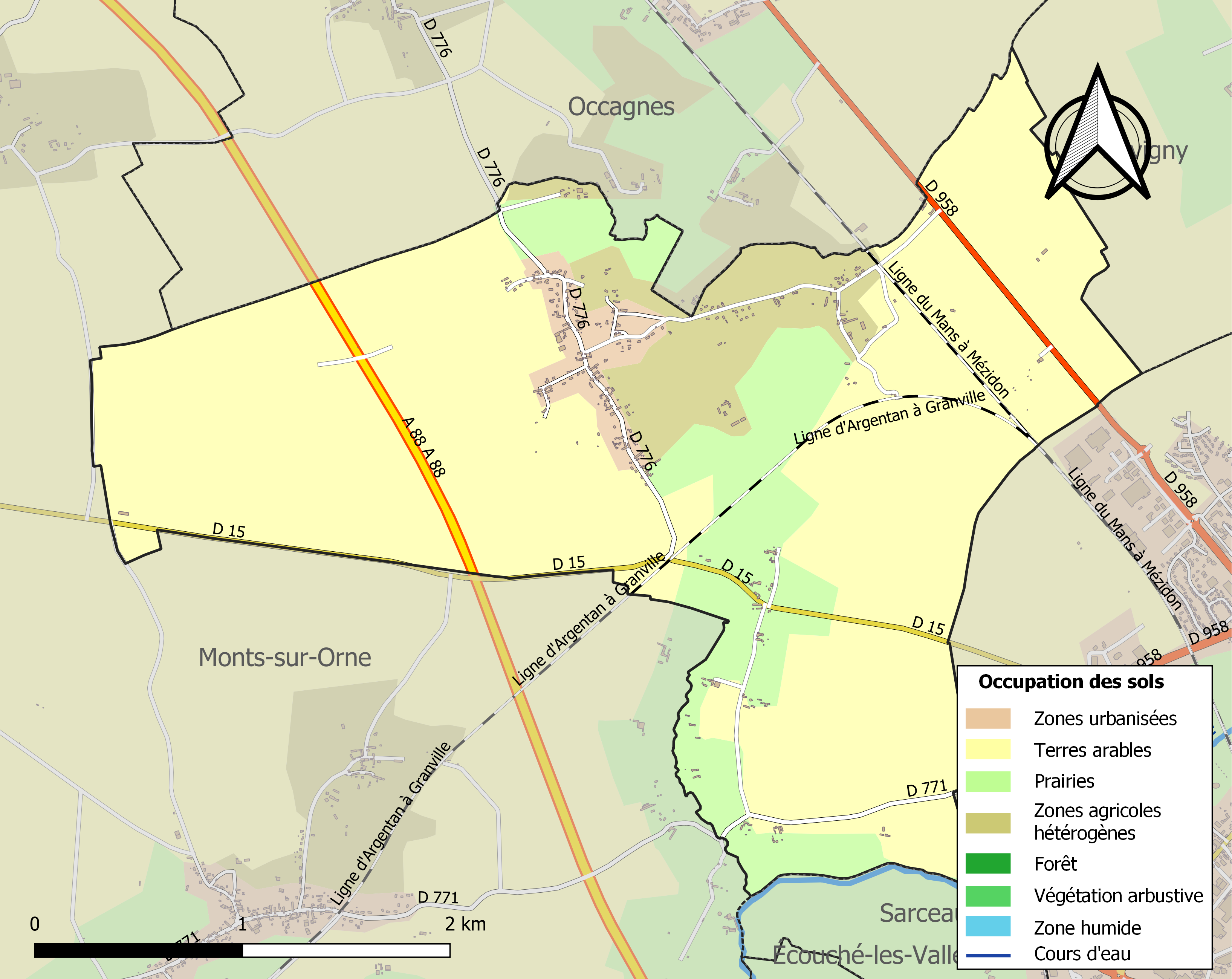
Bodennutzung, Hydrografie und Infrastruktur der Gemeinde (2018)

Moulins-sur-Orne liegt etwa vier Kilometer nordwestlich von Argentan und etwa 38 Kilometer nordnordwestlich von Alençon im Osten der Région naturelle Pays d’Houlme. Die Orne begrenzt das Gebiet der Gemeinde im Süden. Das Flüsschen Houay durchquert die Gemeinde von Nord nach Süd, bevor es in die Orne mündet. Das Zentrum der Gemeinde liegt auf einer Höhe von etwa 160 m. Das Relief des Gebiets ist relativ eben. Die Höhen erreichen im Süden an der Orne 150 m und steigen im Westen auf eine maximale Erhöhung von 191 m an.
Teile des Gebiets von Moulins-sur-Orne gehören zum Natura 2000-Schutzgebiet „Haute vallée de l’Orne et affluents“ (FR2500099) und von zwei ZNIEFF-Naturzonen. Rund 97 % der Fläche der Gemeinde werden landwirtschaftlich genutzt, rund 3 % entfallen auf bebaute Flächen (Stand: 2018).
Umgeben wird Moulins-sur-Orne von den Nachbargemeinden Occagnes im Norden, Sévigny im Nordosten, Argentan im Osten und Südosten, Sarceaux im Süden sowie Monts-sur-Orne im Westen.

## Geschichte
Im Jahre 1821 wurde die Gemeinde Cuigny eingemeindet.

## Bevölkerungsentwicklung

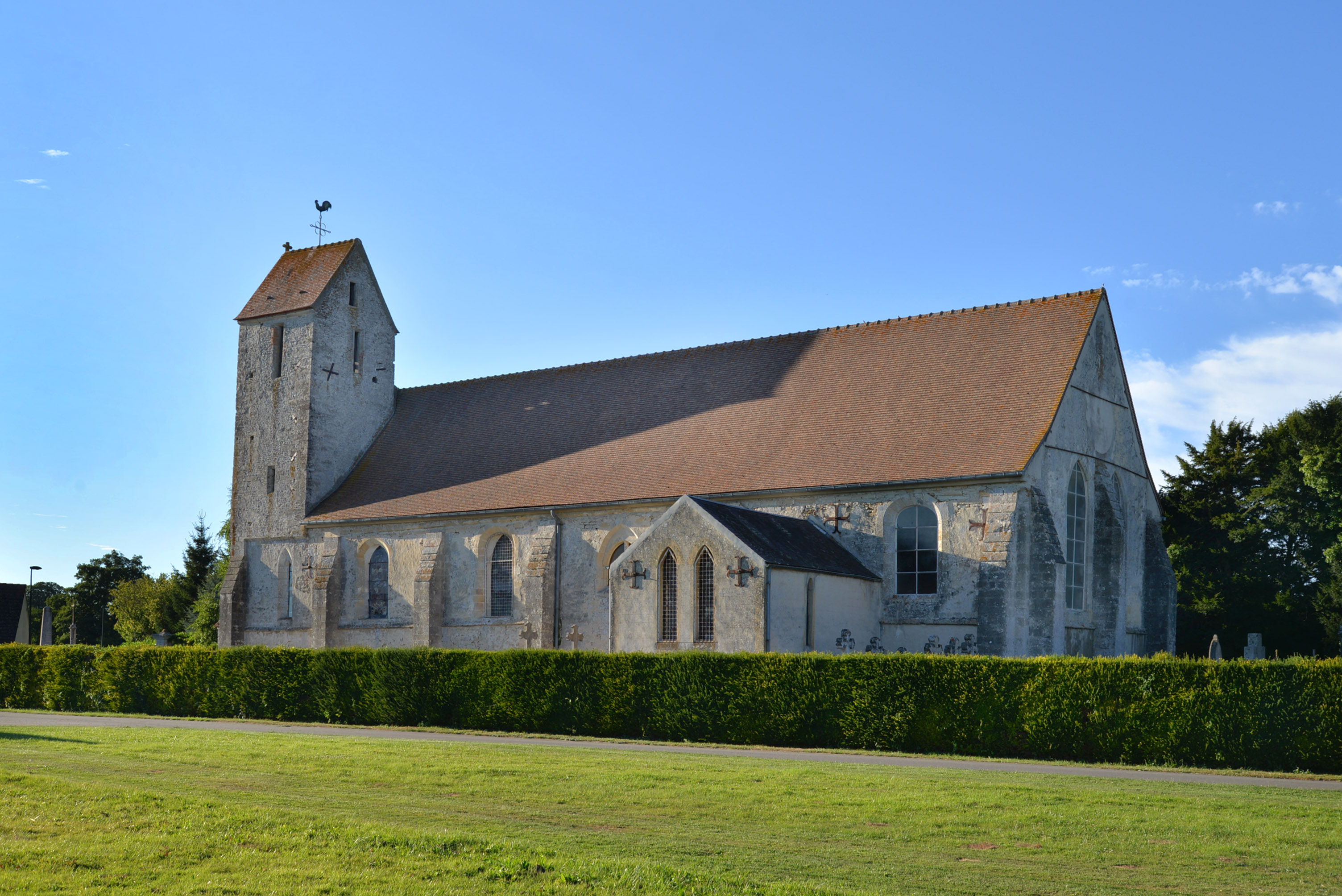
Kirche Saint-Martin

| Moulins-sur-Orne: Einwohnerzahlen von 1793 bis 2020                                                                        | Moulins-sur-Orne: Einwohnerzahlen von 1793 bis 2020 | Moulins-sur-Orne: Einwohnerzahlen von 1793 bis 2020 | Moulins-sur-Orne: Einwohnerzahlen von 1793 bis 2020 | Moulins-sur-Orne: Einwohnerzahlen von 1793 bis 2020 |
| --- | --------------------------------------------------- | --------------------------------------------------- | --------------------------------------------------- | --------------------------------------------------- |
| Jahr |                                                     |                                                     |                                                     | Einwohner                                           |
| 1793 | 1793                                                |                                                     | 372                                                 | 372                                                 |
| 1800 | 1800                                                |                                                     | 356                                                 | 356                                                 |
| 1806 | 1806                                                |                                                     | 353                                                 | 353                                                 |
| 1821 | 1821                                                |                                                     | 369                                                 | 369                                                 |
| 1836 | 1836                                                |                                                     | 409                                                 | 409                                                 |
| 1841 | 1841                                                |                                                     | 404                                                 | 404                                                 |
| 1846 | 1846                                                |                                                     | 384                                                 | 384                                                 |
| 1851 | 1851                                                |                                                     | 369                                                 | 369                                                 |
| 1856 | 1856                                                |                                                     | 353                                                 | 353                                                 |
| 1861 | 1861                                                |                                                     | 351                                                 | 351                                                 |
| 1866 | 1866                                                |                                                     | 338                                                 | 338                                                 |
| 1872 | 1872                                                |                                                     | 347                                                 | 347                                                 |
| 1876 | 1876                                                |                                                     | 336                                                 | 336                                                 |
| 1881 | 1881                                                |                                                     | 312                                                 | 312                                                 |
| 1886 | 1886                                                |                                                     | 312                                                 | 312                                                 |
| 1891 | 1891                                                |                                                     | 293                                                 | 293                                                 |
| 1896 | 1896                                                |                                                     | 265                                                 | 265                                                 |
| 1901 | 1901                                                |                                                     | 247                                                 | 247                                                 |
| 1906 | 1906                                                |                                                     | 256                                                 | 256                                                 |
| 1911 | 1911                                                |                                                     | 243                                                 | 243                                                 |
| 1921 | 1921                                                |                                                     | 242                                                 | 242                                                 |
| 1926 | 1926                                                |                                                     | 266                                                 | 266                                                 |
| 1931 | 1931                                                |                                                     | 266                                                 | 266                                                 |
| 1936 | 1936                                                |                                                     | 240                                                 | 240                                                 |
| 1946 | 1946                                                |                                                     | 263                                                 | 263                                                 |
| 1954 | 1954                                                |                                                     | 258                                                 | 258                                                 |
| 1962 | 1962                                                |                                                     | 276                                                 | 276                                                 |
| 1968 | 1968                                                |                                                     | 220                                                 | 220                                                 |
| 1975 | 1975                                                |                                                     | 199                                                 | 199                                                 |
| 1982 | 1982                                                |                                                     | 217                                                 | 217                                                 |
| 1990 | 1990                                                |                                                     | 297                                                 | 297                                                 |
| 1999 | 1999                                                |                                                     | 342                                                 | 342                                                 |
| 2006 | 2006                                                |                                                     | 299                                                 | 299                                                 |
| 2013 | 2013                                                |                                                     | 303                                                 | 303                                                 |
| 2020 | 2020                                                |                                                     | 316                                                 | 316                                                 |
| Quelle(n): EHESS/Cassini bis 1999, INSEE ab 2006 Anmerkung(en): Ab 1962 offizielle Zahlen ohne Einwohner mit Zweitwohnsitz |                                                     |                                                     |                                                     |                                                     |

## Sehenswürdigkeiten
- Kirche Saint-Martin aus dem 16. Jahrhundert
- Herrenhaus Bel-Œuvre

## Verkehr
Die Autoroute A88 von Falaise nach Sées durchquert das westliche Gemeindegebiet ohne Anschlussstelle. Die Departementsstraße D 958, die ehemalige Route nationale 158 von Caen nach Tours, durchquert das östliche Gemeindegebiet.
Die Bahnstrecke Argentan–Granville und die Bahnstrecke Le Mans–Mézidon führen durch das Gemeindegebiet ohne Haltepunkte.